# Joseph Jefferson Howard
Joseph Jefferson Howard (Missouri, settembre 1878 – St. Louis, 24 maggio 1908) è stato un golfista statunitense.

## Carriera
Howard partecipò al torneo individuale di golf ai Giochi olimpici di Saint Louis 1904, in cui giunse sessantaquattresimo.